# جوزيف غولدستاين (باحث قانوني)
جوزيف غولدستاين (بالإنجليزية: Joseph Goldstein)‏ هو عالم قانوني أمريكي، ولد في 1923 في سبرينغفيلد في الولايات المتحدة، وتوفي في 12 مارس 2000 في Yale New Haven Hospital ‏ في الولايات المتحدة بسبب نوبة قلبية.